# Amphiachyris
 Amphiachyris  (DC.) Nutt., 1840 è un genere di piante angiosperme dicotiledoni della famiglia delle Asteraceae, sottofamiglia Asteroideae, tribù Astereae (North American lineage) e sottotribù Gutierreziinae.

## Etimologia
Il nome scientifico del genere è stato definito dai botanici Augustin Pyramus de Candolle (1778-1841) e Thomas Nuttall (1786-1859) nella pubblicazione " Transactions of the American Philosophical Society Held at Philadelphia for Promoting useful Knowledge. Philadelphia" ( Trans. Amer. Philos. Soc. ser. 2, 7: 313 ) del 1840.

## Descrizione
Portamento. Le specie di questo genere hanno un habitus di tipo erbaceo annuale anche subarbustivo. Le piante sono glabre.
Fusto. La parte aerea in genere è eretta, semplice o ramosa. 
Foglie. Le foglie in genere sono disposte in modo alternato, per lo più sessili. La lamina, con forme da lineari a lanceolate, è semplice con 1 o 3 nervature parallele. Sulla superficie abassiale possono essere presenti dei punti ghiandolari.
Infiorescenza. Le sinflorescenze sono sia scapose (capolini solitari) che composte da diversi capolini raccolti in formazioni più o meno da corimbose a tirsoidi. Le infiorescenze vere e proprie sono composte da un capolino terminale peduncolato di tipo radiato. I capolini sono formati da un involucro, con forme da strettamente campanulate a turbinate, composto da diverse brattee, al cui interno un ricettacolo fa da base ai fiori di due tipi: fiori del raggio e fiori del disco. Le brattee, piatte e a consistenza erbacea (sono coriacee nella parte basale), con margini ialini, sono disposte in modo più o meno embricato e scalato su 1 - 2 serie. Il ricettacolo è glabro o peloso; la forma è piatta o da convessa a conica.
Fiori.  I fiori sono tetra-ciclici (formati cioè da 4 verticilli: calice – corolla – androceo – gineceo) e pentameri (calice e corolla formati da 5 elementi). Si distinguono in:
- fiori del raggio (esterni): da 7 a 12 per capolino, sono femminili; la forma è ligulata (zigomorfa);
- fiori del disco (centrali): sono più numerosi con forme brevemente tubulose (attinomorfe); sono funzionalmente maschili.

- Formula fiorale:

*/x K {\displaystyle \infty }, [C (5), A (5)], G 2 (infero), achenio
- Calice: i sepali del calice sono ridotti ad una coroncina di squame.

- Corolla:

- fiori del raggio: la forma della corolla alla base è più o meno tubulosa, mentre all'apice è ligulata; la ligula può terminare con alcuni denti; il colore è giallo o sfumato di arancio; i fiori del raggio eccedono di molto l'involucro;
- fiori del disco: la forma è brevemente tubulare bruscamente divaricata in 5 lobi; i lobi, eretti, hanno una forma deltata; il colore è giallo.

- Androceo: l'androceo è formato da 5 stami sorretti da filamenti generalmente liberi; gli stami sono connati e formano un manicotto circondante lo stilo con inserzione nella giunzione tra il tubo della corolla e il lembo; le teche (produttrici del polline) alla base sono troncate e sono lievemente auricolate (molto raramente sono speronate o hanno una coda); le appendici apicali delle antere hanno delle forme piatte e lanceolate; il tessuto endoteciale (rivestimento interno dell'antera) è quasi sempre polarizzato (con due superfici distinte: una verso l'esterno e una verso l'interno). Il polline è sferico con un diametro medio di circa 25 micron;  è tricolporato (con tre aperture sia di tipo a fessura che tipo isodiametrica o poro) ed è echinato (con punte sporgenti).[9][11]

- Gineceo: l'ovario è infero uniloculare formato da 2 carpelli.[5] Lo stilo (il recettore del polline) è profondamente bifido (con due stigmi divergenti) e con le linee stigmatiche marginali separate.[12] I due bracci dello stilo hanno una forma da lanceolata a deltoide e possono essere papillosi o ricoperti da ciuffi di peli.

Frutti. I frutti sono degli acheni senza pappo piumoso; sono dimorfici;
- acheni dei fiori del raggio: le forme sono obovate (paffute) con 4 - 9 nervature; la superficie varia da scarsamente a densamente strigosa-sericea o ghiandolare; il pappo consiste in una coroncina di scaglie;
- acheni dei fiori del disco: il pappo è formato da 5 - 8 bianche lineari scaglie connate alla base.

## Biologia
Impollinazione: l'impollinazione avviene tramite insetti (impollinazione entomogama tramite farfalle diurne e notturne).

Riproduzione: la fecondazione avviene fondamentalmente tramite l'impollinazione dei fiori (vedi sopra).

Dispersione: i semi (gli acheni) cadendo a terra sono successivamente dispersi soprattutto da insetti tipo formiche (disseminazione mirmecoria). In questo tipo di piante avviene anche un altro tipo di dispersione: zoocoria. Infatti gli uncini delle brattee dell'involucro (se presenti) si agganciano ai peli degli animali di passaggio disperdendo così anche su lunghe distanze i semi della pianta. Inoltre per merito del pappo il vento può trasportare i semi anche a distanza di alcuni chilometri (disseminazione anemocora).

## Distribuzione e habitat
Le specie di questo genere sono distribuite in Nord America sud-orientale.

## Sistematica
La famiglia di appartenenza di questa voce (Asteraceae o Compositae, nomen conservandum) probabilmente originaria del Sud America, è la più numerosa del mondo vegetale, comprende oltre 23.000 specie distribuite su 1.535 generi, oppure 22.750 specie e 1.530 generi secondo altre fonti (una delle checklist più aggiornata elenca fino a 1.679 generi). La famiglia attualmente (2021) è divisa in 16 sottofamiglie; la sottofamiglia Asteroideae è una di queste e rappresenta l'evoluzione più recente di tutta la famiglia.

### Filogenesi
La tribù Astereae (una delle 21 tribù della sottofamiglia Asteroideae) comprende circa 40 sottotribù. In base alle ultime ricerche nella tribù sono stati individuati (provvisoriamente) 5 principali lignaggi:
- Basal grade: include alcuni generi isolati, il gruppo "South American-Oceania",  alcune sottotribù africane e il gruppo dei generi legnosi del Madagascar.
- Bellis lineage: comprende le sottotribù eurasiatiche e una sottotribù africana.
- Aster lineage: include i generi asiatici di Asterinae e i principali gruppi dell'Australia e dell'Oceania.
- Baccharis lineage: include alcuni gruppi sudamericani.
- North American lineage: include la vasta gamma di sottotribù del Nordamerica, Messico e alcuni gruppi distribuiti nel Sudamerica.

Il genere  Amphiachyris (insieme alla sottotribù Gutierreziinae) è incluso nel lignaggio "North American lineage". In precedenti trattazioni le specie di questo genere erano descritte all'interno della sottotribù Solidagininae. In base a ricerche di tipo filogenetico il genere di questa voce, nell'ambito della sottotribù, occupa una posizione politomica più o meno centrale insieme ai generi Euthamia, Gutierrezia e Gymnosperma.
I caratteri distintivi del genere sono:
- l'habitus delle piante è di tipo erbaceo o bassi sub-arbusti;
- i fiori del raggio eccedono di molto l'involucro;
- i fiori del disco sono funzionalmente maschili;
- il pappo dei fiori del disco è formato da 5 – 8 scaglie a forma lineare-spatolata e connate alla base.

Il numero cromosomico delle specie di questo genere è: 2n = 8 o 10.

### Elenco delle specie
Questo genere ha 2 specie:
- Amphiachyris amoena (Shinners) Solbrig
- Amphiachyris dracunculoides  (DC.) Nutt.